# پاسگاه (فیلم ۲۰۲۰)
پاسگاه (به انگلیسی: The Outpost) یک فیلم درام و جنگی آمریکایی به کارگردانی راد لوری که براساس کتاب غیر داستانی ۲۰۱۲ به همین نام است. بازیگران فیلم اورلاندو بلوم، اسکات ایستوود، کلب لندری جونز، میلو گیبسون، جیکوب اسکیپیو، جک کسی و ویل اتنبورو هستند. این فیلم قرار بود در جشنواره جنوب از جنوب غربی به نمایش گذاشته شود اما این جشنواره به دلیل دنیاگیری ۲۰–۲۰۱۹ کروناویروس لغو شد.

## داستان
این فیلم داستان ۵۳ سرباز آمریکایی را نشان می‌دهد که در طی یک عملیات آزادی بلندمدت با نیروی حدود ۴۰۰ شورشی دشمن در شمال شرق افغانستان جنگیدند.

## تولید
فیلمبرداری این فیلم از اوت ۲۰۱۸ شروع شد.